# Magdyno
Een magdyno is een magneetontsteking en dynamo op één as gebouwd, ontwikkeld door Lucas Industries rond 1924. 
Dit principe werd vroeger op auto's en motorfietsen toegepast wanneer ze elektrische verlichting (vaak slechts als optie leverbaar) kregen. Ook waren er benzinetractoren die gebruikmaakten van een magdyno.

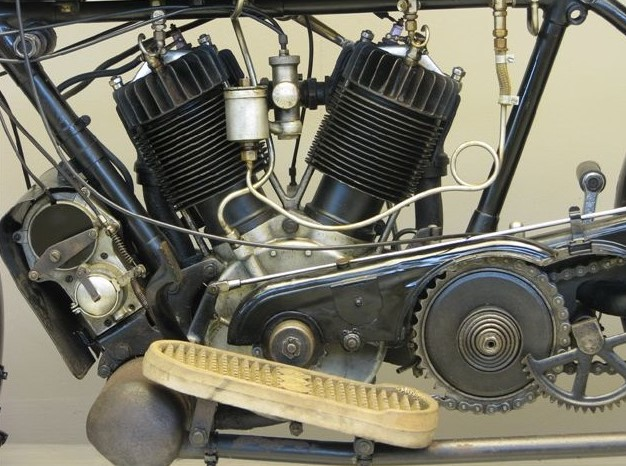
Helemaal links de Lucas-magdyno op een AJS Model D1 uit 1924